# Valakkasaari (ö i Päijänne-Tavastland)
Valakkasaari är en ö i Finland. Den ligger i sjön Vehkajärvi och i kommunen Padasjoki i den ekonomiska regionen  Lahtis ekonomiska region  och landskapet Päijänne-Tavastland, i den södra delen av landet, 140 km norr om huvudstaden Helsingfors. Öns area är 0,2 hektar och dess största längd är 70 meter i nord-sydlig riktning.